# 独龙族

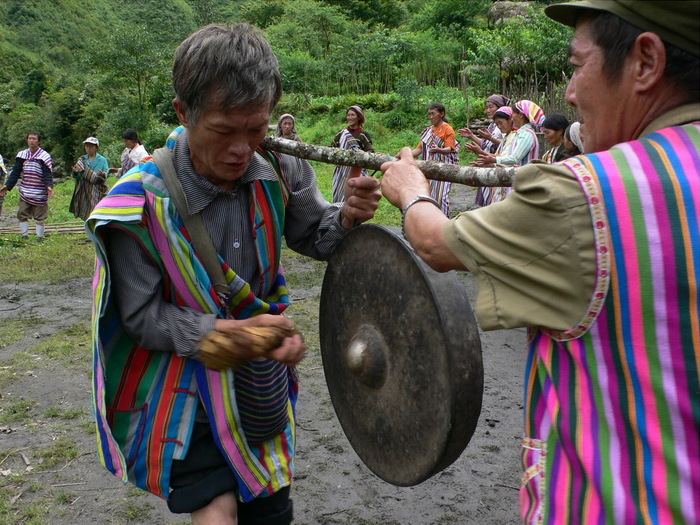
独龙族舞蹈

独龙族（tə³¹ruŋ⁵³ ə³¹tsəŋ⁵³，音“得戎呃赠”）为中国西南少数民族，总人口7310人（中国2020年人口普查），世居地位于高黎贡山以西，担当利卡山以东的独龙江流域的河谷地带，主要分布地区为云南怒江州贡山独龙族怒族自治县，集中居住地在独龙江乡。独龙族是中国较小的民族，在中国五十六个民族（中国大陆地区）中，人数仅多于塔塔尔、赫哲、高山和珞巴，列第五十二大民族。独龙族使用独龙语，没有本民族文字。

## 历史
独龙族的先民与古代氐羌原始族群的关系极为密切，是古代氐羌原始族群的一个组成部分。《元一统志》“丽江路风俗”条说：“丽江路，蠻有八种，曰磨此、曰白、曰罗落、曰科闷、曰峨昌、曰撬、曰吐蕃、曰卢、参错而居。”“撬”为“俅”字的同声异写，二十世纪五十年以前，俅(撬)族居住地区的河流称为俅江或俅地，贡山西部的独龙江上游则至今仍称俅江，元朝时期俅(撬)族正是居住在俅江流域一带，后来逐渐南移至下游的独龙江流域。清代道光《云南通志》、雍正《云南通志》、乾隆《丽江府志略》等志书中，也都可以找到相互印证的史料，且对独龙族的生产、生活也都作了较为真实的反映。辛亥革命后，独龙河划归菖蒲桶殖边公署统辖，1918年菖蒲桶殖边公署改为菖蒲桶行政委员会公署，1933年又改为贡山设治局，并先后在独龙河设立公安局和区公所。随着“殖边公署”的设立，殖边队的进入，“开宠放雀”政策的推行，仙地的一些汉、白、纳西族商人、手工匠和农民也相继来到贡山，开道路，办学校，兴商旅，在一定程度上带来了贡山的兴盛发展。1950年4月18日，贡山县政府正式成立，1956年10月1日成立贡山独龙族怒族自治县。

## 独龙族人口分布
| 地区       | 总人口        | 独龙族 | 占独龙族 人口比例（%） | 占地区 少数民族 人口比例（%） | 占地区 人口比例（%） |
| ---------- | ------------- | ------ | ---------------------- | ----------------------------- | -------------------- |
| 合计       | 1,245,110,826 | 7,431  | 100                    | 0.0071                        | 0.00060              |
| 31省份合计 | 1,242,612,226 | 7,426  | 99.93                  | 0.0071                        | 0.00060              |
| 西南地区   | 193,085,172   | 6,152  | 82.79                  | 0.0171                        | 0.00319              |
| 华北地区   | 145,896,933   | 377    | 5.07                   | 0.0043                        | 0.00026              |
| 华东地区   | 358,849,244   | 330    | 4.44                   | 0.0132                        | 0.00009              |
| 中南地区   | 350,658,477   | 240    | 3.23                   | 0.0008                        | 0.00007              |
| 东北地区   | 104,864,179   | 224    | 3.01                   | 0.0021                        | 0.00021              |
| 西北地区   | 89,258,221    | 103    | 1.39                   | 0.0006                        | 0.00012              |
| 云南       | 42,360,089    | 5,884  | 79.18                  | 0.0416                        | 0.01389              |
| 内蒙       | 23,323,347    | 190    | 2.56                   | 0.0039                        | 0.00081              |
| 辽宁       | 41,824,412    | 169    | 2.27                   | 0.0025                        | 0.00040              |
| 重庆       | 30,512,763    | 129    | 1.74                   | 0.0065                        | 0.00042              |
| 山西       | 32,471,242    | 127    | 1.71                   | 0.1231                        | 0.00039              |
| 山东       | 89,971,789    | 100    | 1.35                   | 0.0158                        | 0.00011              |
| 安徽       | 58,999,948    | 99     | 1.33                   | 0.0249                        | 0.00017              |
| 贵州       | 35,247,695    | 82     | 1.10                   | 0.0006                        | 0.00023              |
| 湖南       | 63,274,173    | 66     | 0.89                   | 0.0010                        | 0.00010              |
| 广东       | 85,225,007    | 64     | 0.86                   | 0.0050                        | 0.00008              |
| 黑龙江     | 36,237,576    | 55     | 0.74                   | 0.0031                        | 0.00015              |
| 四川       | 82,348,296    | 51     | 0.69                   | 0.0012                        | 0.00006              |
| 新疆       | 18,459,511    | 51     | 0.69                   | 0.0005                        | 0.00028              |
| 福建       | 34,097,947    | 47     | 0.63                   | 0.0081                        | 0.00014              |
| 河南       | 91,236,854    | 44     | 0.59                   | 0.0039                        | 0.00005              |
| 甘肃       | 25,124,282    | 37     | 0.50                   | 0.0017                        | 0.00015              |
| 河北       | 66,684,419    | 36     | 0.48                   | 0.0012                        | 0.00005              |
| 江苏       | 73,043,577    | 35     | 0.47                   | 0.0135                        | 0.00005              |
| 广西       | 43,854,538    | 28     | 0.38                   | 0.0002                        | 0.00006              |
| 湖北       | 59,508,870    | 21     | 0.28                   | 0.0008                        | 0.00004              |
| 上海       | 16,407,734    | 19     | 0.26                   | 0.0183                        | 0.00012              |
| 海南       | 7,559,035     | 17     | 0.23                   | 0.0013                        | 0.00022              |
| 天津       | 9,848,731     | 16     | 0.22                   | 0.0060                        | 0.00016              |
| 江西       | 40,397,598    | 16     | 0.22                   | 0.0127                        | 0.00004              |
| 浙江       | 45,930,651    | 14     | 0.19                   | 0.0035                        | 0.00003              |
| 陕西       | 35,365,072    | 9      | 0.12                   | 0.0051                        | 0.00003              |
| 北京       | 13,569,194    | 8      | 0.11                   | 0.0014                        | 0.00006              |
| 西藏       | 2,616,329     | 6      | 0.08                   | 0.0002                        | 0.00023              |
| 青海       | 4,822,963     | 6      | 0.08                   | 0.0003                        | 0.00012              |
| 吉林       | 26,802,191    |        |                        |                               |                      |
| 宁夏       | 5,486,393     |        |                        |                               |                      |
| 现役军人   | 2,498,600     | 5      | 0.07                   | 0.0045                        | 0.00020              |

## 习俗
独龙族旧称“俅人”。独龙族女子年龄到12-13岁时，要纹面（bək⁵⁵tuʔ⁵⁵ ru⁵⁵），此习俗在1966年之后，逐渐废除。

### 飲食
獨龍族習慣一日兩餐。早餐以青稞炒麵或燒烤洋芋為主；多用玉米、稻米或小米做成的飯作為晚餐，不時也將各種野生植物(野山藥、野板栗等)的塊根磨成澱粉做成糕餅或粥來食用。再用水漂洗２—３天以去掉苦味，經過日哂後搗成粉後收藏供日後隨時食用。當地的樹中的植物阿吞和董棕，在長成之後，木質就會變成澱粉。在食用時先將莖咂碎，然後放在用水浸泡，用過濾後得到的澱粉，加入蜂蜜，拌勻後做成甜食。
獨龍族保留很多古樸的烹調方法，最常見的是用一種特製石板鍋烙熟的石板粑粑。烙制石板粑粑時，多選用阿吞或董棕樹澱粉，用鳥蛋和成糊狀，然後倒在燒熱的石板鍋上，隨烙隨食，別具風味。獨龍族日常菜肴有園圃種植的洋芋、豆莢、瓜類，也有採集的竹葉菜、竹筍及各種菌類，食用時通常都是配上野蒜、食鹽和辣椒後一鍋煮熟而食。冬季獨龍族地區的狩獵旺季是冬季，冬天主要的肉食是野牛肉。食用野牛肉時，都先把牛肉煮乾，然後微火烘烤，搗成絲狀，切成小塊或做成肉鬆，密封在竹筒內隨身攜帶或保存。

### 特色食品
獨龍江盛產各種魚類，其魚皮厚鱗細。獨龍族族人多將魚烤制或煎焙後蘸調料吃，烤制後的魚常作為下酒的小菜。蜂蛹是獨龍族最講究的菜肴，據說獨龍族百歲老人較多與常食蜂蛹有關。一般每個家庭都會有數個火塘，每個子女結婚後便增加一個火塘，做飯各個火塘輪流做飯。

### 節慶和禮儀
獨龍族過去的宗教信仰尚處在較原始的自然崇拜或萬物有靈階段，既使是唯一的年節（獨龍語：卡雀哇 ）也是和宗教聯繫在一起的。

#### 卡雀哇
過卡雀哇于每年冬臘月的某一天舉行（各地時間不一）。節期的長短常常以食物準備的多寡而定。通常為期二天或四、五天。年節期間最隆重的祭祀活動是“剽牛祭天”。剽牛時先由年節主持人將牛拴在木樁上，然後由年輕女子在牛背上披蓋麻布毯，給牛角是挂珠鏈，擺好祭品，點燃松明和松樹毛（松葉），最後由一名父母雙全的青年男子，用鋒利的竹矛將牛刺死，然後就地將牛肉切割，當即用大鍋煮食。
節日期間所有的獨龍族都要以家族為單位，互相問候，共同祝賀。獨龍族民間互相邀請的方式十分獨特，通常都是用一塊木片做為邀請對方的請柬，屆時要把木片送到要邀請的客人家，在木片上刻有幾道缺口就表示幾天後舉行宴請儀式。被邀請的客人要攜帶各種食品以表示答謝。客人進入寨門後，要先與主人共飲一筒酒，然後落座聚餐，並觀賞歌舞助興。入夜後男子在火塘邊喝酒念祝詞，然後將酒碗拋在廣塘上的竹架上，以碗口朝天為吉兆。有的寨子在宴請的第二天，還要舉行射獵慶典，並用蕎麥麵拌蜂蜜捏出各種動物的頭，在日出時供奉在屋後的坡地上，然後青壯年射手持弓箭射事先擺好的靶子，最後把用蕎面製作的祭品分送給圍觀的人。

#### 婚禮
婚宴時獨龍族多以殺豬、殺雞置酒待客。婚後每當婦女生一個孩子，女婿都要送岳父一頭牛或一件其他東西如鐵鍋、一把刀等表示感謝。獨龍族性情淳厚，即使路上相逢，也要置酒相待，認為有飯不給客人吃，天黑不留客人住，是一種見不得人的事。凡建屋蓋房，婚喪嫁娶，都要主動相助，遇獵物或殺豬宰牛，都要邀請遠親近鄰聚餐，並在聚餐結束後主動饋贈禮品。

### 殯儀
獨龍族族人大多將先人土葬，死後的當天，村裏的人及親戚都要送酒、雞、糧食等以示哀悼，一般次日送葬，第三天便由死者家屬領村人到自家倉庫當場開倉煮酒，一起共用。有的還會殺豬待客，以示酬謝村人的關心。屆時，家屬成員及親友也送去禮物，這種治喪酒席，通常從下午開始，一直到深夜，酒席中要不斷地分給死者一份，同時村中老人也做些食品到死者家送去。

## 经济
2018年，独龙族全族脱离贫困水平。